# Haverholme Priory

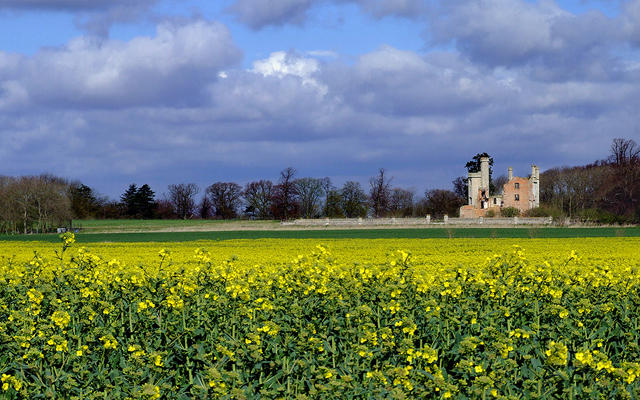
Ruínas de Haverholme Priory

Haverholme Priory era um mosteiro em Lincolnshire, na Inglaterra. As suas ruínas estão situados a 6,4 quilómetros a nordeste da cidade de Sleaford e menos de 1,6 km a sudoeste da vila de Anwick.